# Coccopygia
Coccopygia Reichenbach, 1862 è un genere di uccelli passeriformi della famiglia degli Estrildidi.

## Tassonomia
Al genere vengono ascritte tre specie:
- Coccopygia bocagei Shelley, 1903 - astrilde angolana
- Coccopygia melanotis (Temminck, 1823) - astrilde di Dufresne
- Coccopygia quartinia (Bonaparte, 1850) - astrilde dell'Africa Orientale

In passato, le tre specie venivano considerate sottospecie di C. melanotis, che a suova volta veniva ascritta al genere Estrilda: i loro nomi erano dunque Estrilda melanotis melanotis, Estrilda melanotis bocagei e Estrilda melanotis quartinia. In seguito, ulteriori esami hanno appurato che questi uccelli non solo appartengono a tre specie distinte, ma sono anche piuttosto distanti dalle astrilde del genere Estrilda, avvicinandosi invece maggiormente ai dorso oliva del genere Nesocharis, col quale vanno a formare un clade.

## Distribuzione ehabitat
Le specie appartenenti a questo genere sono diffuse in gran parte dell'Africa centro-meridionale, dove colonizzano gli ambienti cespugliosi e boschivi di collina e di montagna, con presenza di radure erbose più o meno estese.

## Descrizione

### Dimensioni
Si tratta di uccelli di piccole dimensioni, che raggiungono solitamente i 9–10 cm di lunghezza.

### Aspetto
L'aspetto di questi uccelli è massiccio, con lunga coda e forte becco: la livrea è dominata dalle tonalità del grigio (testa, petto, dorso) e del bruno-olivastro (su ventre ed ali), con presenza di aree nere più o meno estese (su coda e faccia) e di codione rosso intenso.

## Biologia
Gli uccelli del genere Coccopygia sono molto vivaci ed hanno abitudini diurne e gregarie, sebbene difficilmente si riuniscano in gruppi la cui consistenza numerica superi la 20 unità.

### Alimentazione
Come la maggior parte degli estrildidi anche le specie appartenenti a questo genere hanno dieta essenzialmente granivora, che viene integrata con bacche, germogli e piccoli invertebrati.

### Riproduzione
La riproduzione di questi uccelli ricalca per modalità e tempistica quella degli altri estrildidi, con le coppie che collaborano alla costruzione del nido, alla cova ed alla cura dei nidiacei.